# Alfréd Jindra
Alfréd Jindra (Praga, 31 de marzo de 1930 – ídem, 7 de mayo de 2006) fue un deportista checoslovaco que compitió en piragüismo en la modalidad de aguas tranquilas.
Participó en los Juegos Olímpicos de Helsinki 1952, obteniendo una medalla de bronce en la prueba de C1 10 000 m.

## Palmarés internacional
| Juegos Olímpicos | Juegos Olímpicos     | Juegos Olímpicos  | Juegos Olímpicos |
| Año              | Lugar                | Medalla           | Competición      |
| ---------------- | -------------------- | ----------------- | ---------------- |
| 1952             | Helsinki (Finlandia) | Medalla de bronce | C1 10 000 m      |